# Вулкан Кропоткіна
Вулкан Кропоткіна — згаслий вулкан у долині річки Хі-Гол (Долина вулканів) у Східному Саяні, на території Окинського району Бурятії .
Розташований у верхньому південно-західному кінці долини за 3 км на південний захід від вулкана Перетолчина. Складається з осипів базальтового шлаку. Діаметр кратера — 200 м, висота над лавовим полем — близько 120 м.
Названий на честь географа та революціонера П. Кропоткіна.